# Audea endophaea
Audea endophaea är en fjärilsart som beskrevs av George Francis Hampson 1913. Audea endophaea ingår i släktet Audea och familjen nattflyn. Inga underarter finns listade i Catalogue of Life.